# Nauru Airlines
Nauru Airlines (tidigare Our Airline  och Air Nauru) är ett flygbolag från Nauru. År 2006 ändrades namnet från Air Nauru till Our Airline. Företaget grundades 1970 och har sitt huvudkontoret på Nauru, beläget på landets flygplats.

## Flotta

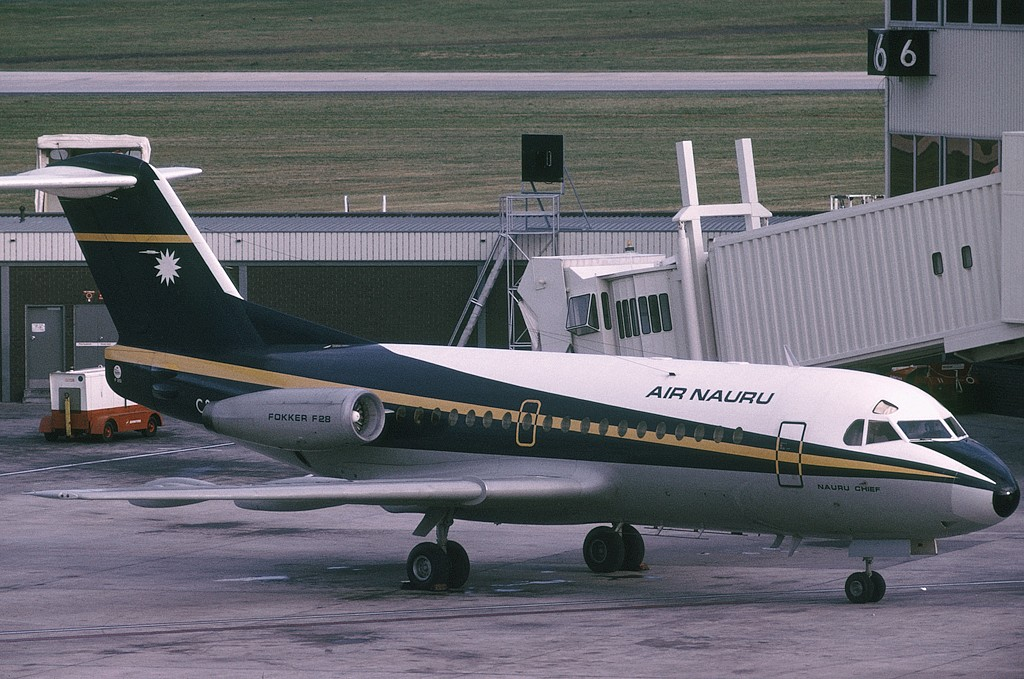
Air Nauru med en Fokker F28 Fellowship på flygplatsen i Melbourne, Australien. (1973)

Nauru Airlines flotta består av följande modeller (siffror från augusti 2016):
| Flygplan        | I trafik | Passagerare |
| --------------- | -------- | ----------- |
| Boeing 737-300  | 4        | 130         |
| Boeing 737-300F | 1        |             |

Tidigare trafikerande flygplan:
- Boeing 727-100
- Boeing 737-200
- Boeing 737-400
- Dassault Falcon 20
- Fokker F28 Fellowship

## Destinationer

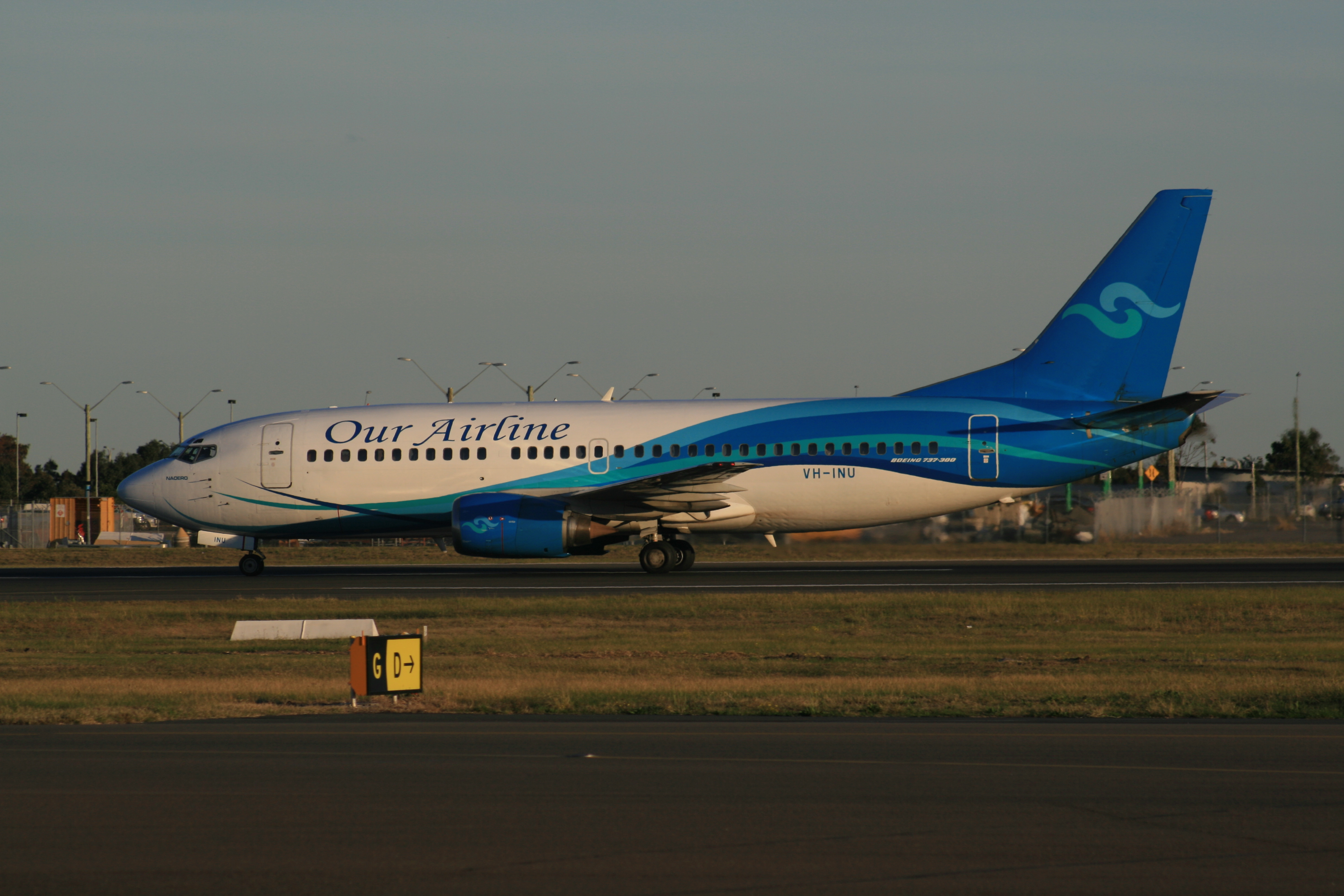
En av Our Airlines Boeing 737-300 taxar in på flygplatsen i Sydney, Australien. (2007)

Nauru Airlines opererar följande destinationer (uppdaterat mars 2018:
| Stad     | Land          | Flygplats                              |
| -------- | ------------- | -------------------------------------- |
| Brisbane | Australien    | Brisbane Airport                       |
| Honiara  | Solomonöarna  | Honiara International Airport          |
| Majuro   | Marshallöarna | Marshall Islands International Airport |
| Nadi     | Fiji          | Nadi International Airport             |
| Yaren    | Nauru         | Nauru International Airport [Bas]      |
| Pohnpei  | Mikronesien   | Pohnpei International Airport          |
| Tarawa   | Kiribati      | Bonriki International Airport          |

Air Nauru hade tidigare ett anmärkningsvärt stort nätverk i Asien-Osceanien, med flygningar till Hong Kong, Kagoshima, Taipei, Okinawa, Manila, Singapore, Guam, Saipan, Koror, Chuuk, Pohnpei, Kosrae, Majuro, Tarawa, Honolulu, Honiara, Port Vila, Nouméa, Apia, Pago Pago, Nadi, Tonga, Kantonön, Niue, Raratonga, Auckland, Melbourne, Sydney, Brisbane och Kiritimati, även känd som Julön.  Flygplanen trafikerade med ett genomsnitt på 20% köpta passagerarsäten. varav många plan endast hade ett fåtal resenärer. Naurus regering subventionerade flygbolaget med vinster staten gjort från landets fosfatbrytning. Då fyndigheterna började sina i början av 1990-talet, parallellt med misskötsel av öns resurser, började flygbolaget successivt avsluta rutter till destinationer som inte var vinstdrivande.
Vid nystarten 2006 har flygbolaget upprepade gånger justerat sitt destinationsnätverk. Då bolaget började sina nya flygningar 2006 erbjöd man två gånger i veckan flygningar från Brisbane till Honiara, Nauru, Tarawa och Majuro. Dessa kortades snart ner, och flygningar till Majuro avslutades. Sträckan till Tarawa avbröts mellan juli 2008 och november 2009, på grund av höga bränslepriser och att flygningarna till Tarawa inte var lönsamma utan en anslutningsdestination. Tarawa-sträckan avlystes igen 2011 efter dispyter, men återupptogs tidigt under 2012. Samtidigt avbröts flygningar till Honiara.
Även om det rapporterades under början av 2007 att Our Airline skulle börja flyga mellan Nauru och Fiji inom en snar framtid, erbjöd flygbolaget istället veckovis flygningar mellan Tarawa och Nadi på uppdrag av Air Kiribati med start i november 2009. Rutten mellan Nauru och Fiji som påbörjades 2010 lades ner i december 2011 efter dispyter mellan regeringen i Kiribati respektive Fiji.  Detta ersattes med flygningar två gånger i veckan från Nauru till Nadi utan mellanlandning.